# Грохи
Грохи (пол. Grochy) — село в Польщі, у гміні Посвентне Білостоцького повіту Підляського воєводства.
Населення — 213 осіб (2011).
У 1975-1998 роках село належало до Білостоцького воєводства.

## Демографія
Демографічна структура станом на 31 березня 2011 року:
|          | Загалом | Допрацездатний вік | Працездатний вік | Постпрацездатний вік |
| -------- | ------- | ------------------ | ---------------- | -------------------- |
| Чоловіки | 108     | 25                 | 73               | 10                   |
| Жінки    | 105     | 25                 | 56               | 24                   |
| Разом    | 213     | 50                 | 129              | 34                   |